# Aelium Salla
Aelium Salla municipium római kori település a dunántúli Zalalövő város mai belterületén. Részben feltárt, látogatható régészeti terület, az ősi borostyánút (v. borostyánkő-út, Bernsteinstrasse) Zala folyón átívelő hídjának északi hidfője közelében. Területén kereszteződött a római kori észak-déli irányú borostyánút a nyugat-keleti irányú, úgynevezett zalamenti úttal.

## Története

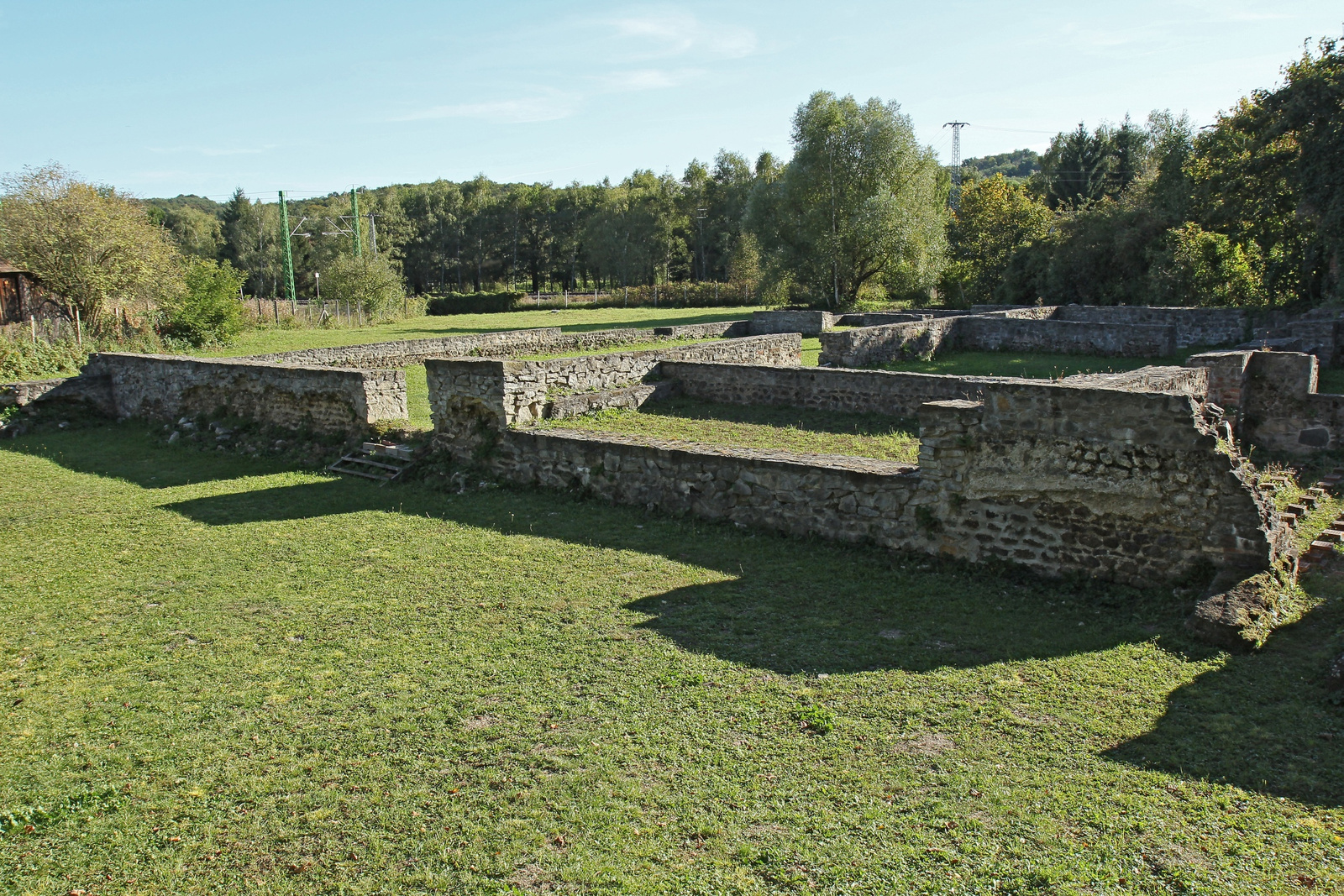
A Villa Publica romjai (Zalalövő, Kossuth u. 12., 59.)

Már a kelta időkből származó leletekből valamely - jelen ismeretek szerint nehezen identifikálható - település kezdeményeit mutatják, ám nincs bizonyíték, hogy állandó település létesült volna itt. A rómaiak idejében az itt húzódó borostyánút és a Zala folyó kereszteződéséből adódóan a térség hamar fontos hellyé vált, s ezért értelemszerűen településsé alakult. Napjainkban még tisztázatlasn, hogy az őslakosság letelepedése, vagy a Hadrianus által ide telepített légiók megjelenése jelentették-e a településé válás indokát.
A megjelenő római légiók az 1. század elején tábort létesítettek a Zala folyó északi partján, amely mellett (vagy körül) falusias település alakult ki. Ezzel gyors fejlődés kezdődött a településen, amelyet a megjelenő kőépületek is bizonyítanak. 124-ben Hadrianus császár városi rangot adományozott a településnek, melynek neve Municipium Aelium Salla lett. Ezt a települést azonban a betörő germán törzsek a 2. század közepén felszámolták. A 4. században rövid időre ismét életre kapott Salla municipiuma. Új kőépületeket építettek, köztük egy vendégházat (fogadóházat), ám az 5. században a római légiók kivonulását követően ismét elnéptelenedett a település.
A korábban nagy jelentőséggel bíró település helyén komolyabb emberi településalakítás nyomai egy jó ideig nem jelentek meg. A római-kori településnyomok előfordulására a 20. század folyamán figyeltek fel. A régészeti nyomok feltárására az 1980-90-es években került sor. A leletek jelentős része a zalaegerszegi Göcseji Múzeum reprezentatív kiállításán tanulmányozható.
A római-kori település területére csak - a 13. századi oklevél szerint - királyi íjászokat – nyíllövőket – telepítettek. Valószínűleg innen származik a település Lövő elnevezés. (A település további történetét lásd a Zalalövő településnév alatt.)